# 维勒弗朗克
维勒弗朗克（法語：Villefranque，法語發音：[vilfʁɑ̃k]）是法国大西洋比利牛斯省的一个市镇，属于巴约讷区。同名的市镇在相邻的上比利牛斯省亦有出现。

## 地理
维勒弗朗克（43°26'14"N, 1°27'10"W）面积17.17 平方千米，位于法国新阿基坦大区大西洋比利牛斯省，该省份为法国东南部省份，涵盖了贝阿恩与北巴斯克，西临大西洋比斯開灣，北至朗德省，东北接热尔省，东临上比利牛斯省，南与西班牙接壤。
与维勒弗朗克接壤的市镇（或旧市镇、城区）包括：巴叙萨里、巴约讷、雅楚、穆盖尔、圣皮埃尔迪吕布、于斯塔里茨。
维勒弗朗克的时区为UTC+01:00、UTC+02:00（夏令时）。

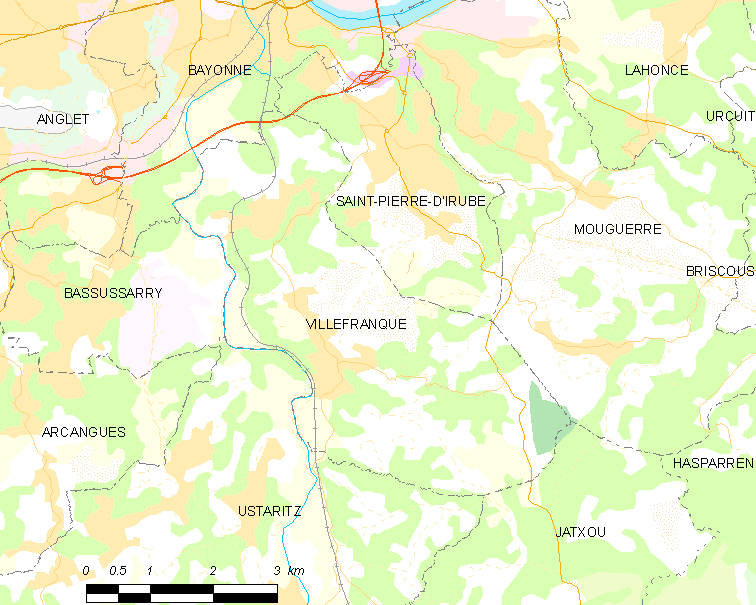
维勒弗朗克的OSM定位图

## 行政
维勒弗朗克的邮政编码为64990，INSEE市镇编码为64558。

## 政治
维勒弗朗克所属的省级选区为尼夫-阿杜尔县。

## 人口

1962-2008年间维勒弗朗克人口变化图示

维勒弗朗克于2022年1月1日时的人口数量为2957人。